# Jasper (Tennessee)
Jasper település az Amerikai Egyesült Államok Tennessee államában, Marion megyében, melynek megyeszékhelye is. Lakosainak száma 3612 fő (2020. április 1.).

## Népesség
A település népességének változása:

| 2010 | 3 279 |
| 2020 | 3 612 |